# Apala Majumdar
Apala Majumdar é uma matemática britânica especializada em matemática de cristais líquidos. Ela é professora de matemática aplicada na Universidade de Strathclyde.

## Educação e carreira
Majumdar realizou os seus estudos de graduação na Universidade de Bristol. Como estudante de pós-graduação em Bristol, ela também trabalhou com a Hewlett Packard Laboratories. Ela obteve um Ph.D. em matemática aplicada na Universidade de Bristol em 2006; a sua dissertação, Liquid crystals and tangent unit-vector fields in polyhedral geometries, foi supervisionada conjuntamente por Jonathan Robbins e Maxim Zyskin.
Depois de trabalhar como Royal Commission of the Exhibition of 1851 Research Fellow na Universidade de Oxford, ela mudou-se para a Universidade de Bath em 2012, tendo sido premiada com uma bolsa EPSRC Career Acceleration Fellowship de 5 anos em 2011. Em Bath, ela tornou-se uma Reader e directora do Center for Nonlinear Mechanics (2018-2019). Em 2019, ela foi nomeada professora de matemática aplicada na Universidade de Strathclyde.

## Reconhecimento
A British Liquid Crystal Society deu a Majumdar, em 2012, o seu Prémio Jovem Cientista. A London Mathematical Society deu-lhe também o seu Prémio Anne Bennett em 2015. Em 2019 ela foi a vencedora da categoria académica do FDM Everywoman in Technology Awards.